# Cistanche tubulosa
Cistanche tubulosa (Schenk) Wight – gatunek rośliny należący do rodziny zarazowatych (Orobanchaceae). Występuje w Afryce Północnej (Egipt, Etiopia) i Azji Zachodniej (Kuwejt, Arabia Saudyjska, Afganistan, Iran, Syria i Pakistan)

## Morfologia i biologia
Roślina pasożytnicza, pasożytująca na korzeniach janowców, tamaryszków i łobody solniskowej. Jest pasożytem obligatoryjnym, pozbawionym chlorofilu. Liści brak. Jej nadziemne pędy wyrastają w różnej odległości od korzeni żywiciela, ale są z nimi połączone. Czasami pędy te wyrastają w dość znacznej odległości od nadziemnego pędu żywiciela, gdyż w warunkach pustynnych rośliny te tworzą rozległe systemy korzeniowe. Cistanche tubulosa ma duże, żółte kwiaty, które zebrane są w grono o wysokości 20–50 cm. Zakwitają w marcu i kwietniu. 

## Udział w kulturze
J. Maillat, S. Maillat wymieniają ten gatunek jako roślinę biblijną. Według nich jest ona rozwiązaniem problemu tkwiącego w cytacie z Księgi Hioba (30,4). W Biblii Tysiąclecia przetłumaczono go tak: „Żywią się malwą i liśćmi krzewów. Chlebem ich – korzeń jałowca”. Tłumaczenie to jest błędne, użyte w oryginale hebrajskim słowo rotem oznacza janowca, korzeń jego jednak jest niejadalny (podobnie zresztą jak korzeń jałowca). Jednakże pasożytująca na korzeniach janowców Cistanche tubulosa jest jadalna i według Maillatów ta roślina kryje się pod biblijnym określeniem „korzenie janowca”.